# Кумарбі
Кумарбі — верховний бог хуритів і хетів, син бога неба Ану.

## Міфологія
Клинописна табличка XIV-XIII століть до н. е., що отримала назву «Царювання в небі», розповідає про те, як хурритський бог-творець Алалу мав сина Ану. Через 9 років після Потопу Ану переміг Алалу і той пішов у підземний світ. Пізніше, ще за 9 років, на Ану повстав його син — Кумарбі. Коли Ану намагався втекти, Кумарбі вирвав його геніталії, насіння Ану впало на землю, і з насіння народився бог грози Тешуб.
Хетський міф про Улікуммі розповідає про той час, коли Тешуб вже мав свою сім'ю, і все ще правлячий Кумарбі, боячись, що Тешуб колись уб'є його, потай від Енліла, Енкі, Хебат і, звичайно, самого Тешуба, в морських глибинах виростив кам'яного гіганта Улікуммі. Однак і Уллікуммі, і Кумарбі були вбиті Тешуб та іншими богами.
З самого початку публікації тексту «Царювання в небі» дослідники неодноразово підкреслювали схожість хурритського та хетського міфів з грецьким міфом про Уран, Кронос і Зевс.